# Jupilles
Jupilles est une commune française, située dans le département de la Sarthe en région Pays de la Loire, peuplée de 552 habitants.
La commune fait partie de la province historique du Maine, et se situe dans le Haut-Maine.

## Géographie
Jupilles est une commune du sud de la Sarthe, à 35 km du Mans et bordée par la forêt de Bercé.
|                | Pruillé-l'Éguillé     | Saint-Vincent-du-Lorouër |
| Marigné-Laillé | Jupilles              |                          |
|                | Beaumont-Pied-de-Bœuf | Thoiré-sur-Dinan         |

### Climat
Pour des articles plus généraux, voir Climat des Pays de la Loire et Climat de la Sarthe.
En 2010, le climat de la commune est de type climat océanique dégradé des plaines du Centre et du Nord, selon une étude du CNRS s'appuyant sur une série de données couvrant la période 1971-2000. En 2020, Météo-France publie une typologie des climats de la France métropolitaine dans laquelle la commune est dans une zone de transition entre le climat océanique et le climat océanique altéré et est dans la région climatique  Moyenne vallée de la Loire, caractérisée par une bonne insolation (1 850 h/an) et un été peu pluvieux. 
Pour la période 1971-2000, la température annuelle moyenne est de 10,8 °C, avec une amplitude thermique annuelle de 14,8 °C. Le cumul annuel moyen de précipitations est de 747 mm, avec 11,3 jours de précipitations en janvier et 7,1 jours en juillet. Pour la période 1991-2020, la température moyenne annuelle observée sur la station météorologique de Météo-France la plus proche, sur la commune de Saint-Christophe-sur-le-Nais à 20 km à vol d'oiseau, est de 12,1 °C et le cumul annuel moyen de précipitations est de 682,2 mm,. Pour l'avenir, les paramètres climatiques de la commune estimés pour 2050 selon différents scénarios d'émission de gaz à effet de serre sont consultables sur un site dédié publié par Météo-France en novembre 2022.

## Urbanisme

### Typologie
Au 1er janvier 2024, Jupilles est catégorisée commune rurale à habitat très dispersé, selon la nouvelle grille communale de densité à sept niveaux définie par l'Insee en 2022.
Elle est située hors unité urbaine et hors attraction des villes,.

### Occupation des sols
L'occupation des sols de la commune, telle qu'elle ressort de la base de données européenne d’occupation biophysique des sols Corine Land Cover (CLC), est marquée par l'importance des territoires agricoles (53,7 % en 2018), une proportion sensiblement équivalente à celle de 1990 (53,8 %). La répartition détaillée en 2018 est la suivante : 
forêts (43,9 %), terres arables (25 %), prairies (25 %), zones agricoles hétérogènes (3,7 %), zones urbanisées (1,4 %), milieux à végétation arbustive et/ou herbacée (0,9 %). L'évolution de l’occupation des sols de la commune et de ses infrastructures peut être observée sur les différentes représentations cartographiques du territoire : la carte de Cassini (XVIIIe siècle), la carte d'état-major (1820-1866) et les cartes ou photos aériennes de l'IGN pour la période actuelle (1950 à aujourd'hui).

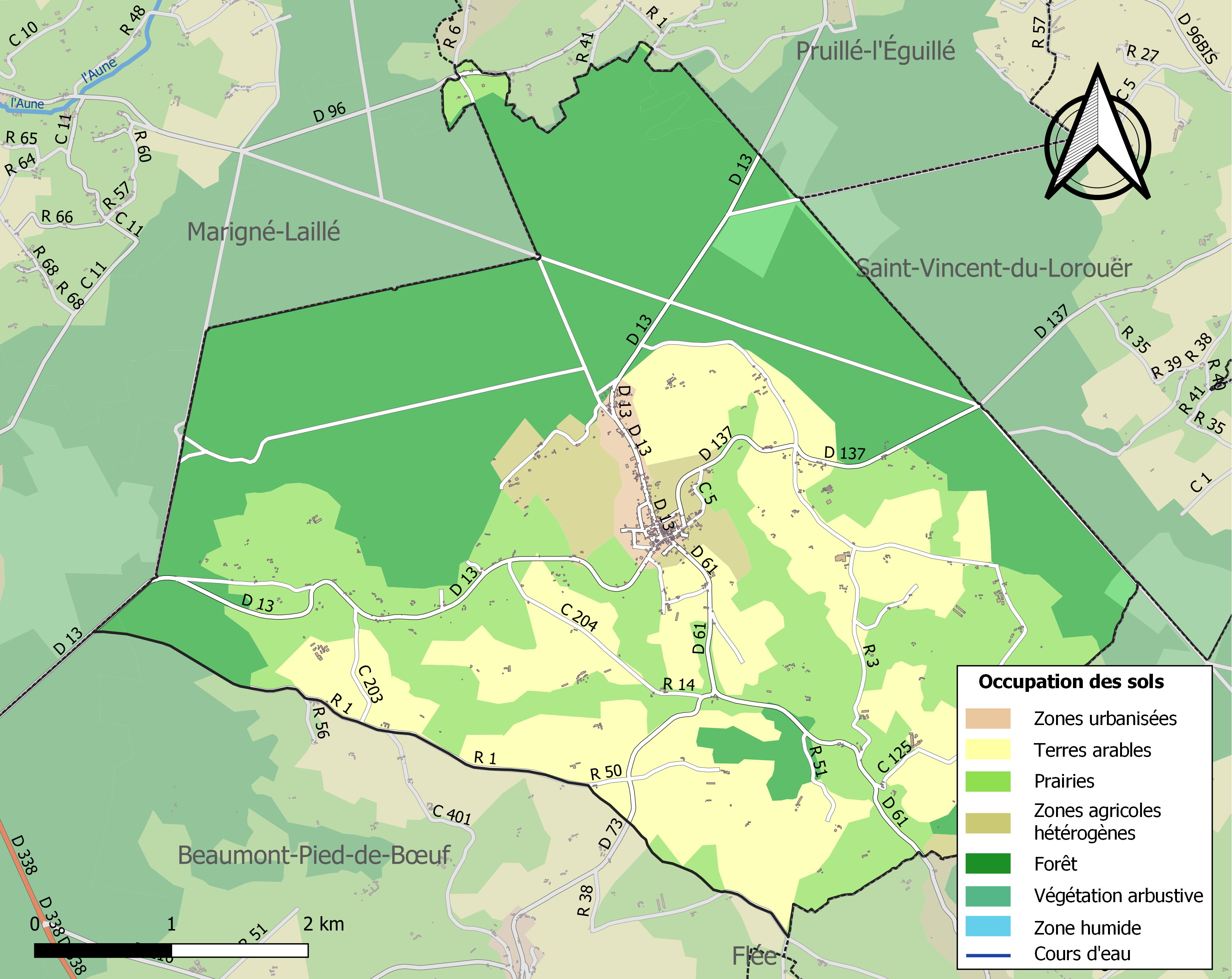
Carte des infrastructures et de l'occupation des sols de la commune en 2018 (CLC).

## Histoire

### Moyen Âge
Liste des fiefs dans la paroisse de Jupilles :
- La Ferrière, à Foulques d'Hauterive à la fin du XIIIe siècle ; à Guillaume de Villiers en 1405, par mariage vers 1517 aux de Baïf, seigneurs de Mangé en Verneil-le-Chétif, puis par alliance aux de Beaumanoir, de Gaultier, d'Illiers, de Thomond, de Choiseul-Praslin jusqu'à la Révolution.
- Les Forges, lieu de découverte d'un amas de scories de fer médiévales, réexploitées en 1927.
- La Garenne/Varenne, en 1309 à Jacques Morin, écuyer, seigneur de Loudon et ses successeurs jusqu'après 1667 ; à messire Claude-François, comte de Murat, marquis de Montfort, chevalier de Saint-Louis, brigadier des armées du roi, lieutenant des Maréchaux de France en 1787.
- La Gauldruère/Gaudouère/Goultdruyère, tenue par la famille Hardiau de 1402 à 1689.
- La Grande-Moinerie/Moelnerye, siège de la seigneurie de paroisse, jusqu'en 1342 à Guérin de la Prière/Prieur/Prieurée, sieur de Jupilles, la Poissonnière avec un usage en la forêt de Burçay (Bercé) ; aux sieurs Carreau de La Carrelière de Mayet de 1342 jusqu'en 1561 puis par mariage aux de Fromentières, sieurs des Étangs-l'Archevêque jusqu'en 1668; à René le Proust-du Perray ; puis à Mme Blondeau des Ardillières qui vend à M. Rousseau de Sainte-Colombe en 1704; à Denis Denyon, capitaine premier grand exempt des Cent-Suisses du roi en 1730 ; aux Jamin de la Moynnerie ; aux le Proust-du-Perray de nouveau jusqu'après la Révolution. Le manoir seigneurial a été démoli, reste la chapelle aujourd'hui partie d'une habitation installée dans les communs.
- Les Hayes.
- La Huberdière.
- La Pilletière/Peltière, à Jeanin Pillet en 1341 ; à Pierre Quarreau/Carreau de 1394 à 1413 ; à Jean Thibergeau en 1563 ; par mariage aux de Vanssay après 1678 ; à M. de Villepin, maire de Jupilles, à la fin du XIXe siècle, qui y crée une école d'agriculture modèle.
- Le Poirier/Perriers, à la famille Hodon de la Gruellerie (Mayet) en 1489, puis aux de Baïf de Mangé en Verneil-le-Chétif et à leurs successeurs, de Beaumanoir, d'Illiers, de Choiseul-Praslin jusqu'à la Révolution.
- Le prieuré Saint-Blaise du Houx, fondé en 1219 par Guillaume des Roches, sénéchal d'Anjou, vendu en 1563 à Jean Thibergeau, sieur de La Peltière.
- La Roche/Roche-de-Jupilles, à Jean de Hodon vers 1502, Charles des Montils/Moutis en 1687 et 1771.
- La Testerie, à Louis Thibergeau, sieur de la Mothe (-Thibergeau) en 1655 et 1670.
- La Ville, partie de châtellenie dont le siège de seigneurie se trouvait en Parigné-l'Évêque, à Robert de Villa en 1263 ; à Hersende de Loudon, épouse de Guillaume Morin à la fin du XIIIe siècle ; à Charles Morin de Loudon, chevalier, gentilhomme ordinaire de la chambre du roi en 1603.

### XXesiècle
Un tramway a traversé Jupilles — ligne Château-du-Loir/Grand-Lucé — qui ne fonctionna que quelques années entre 1922 et 1933. La gare se situait au niveau de l'actuelle salle des fêtes.

## Politique et administration
La commune de Jupilles est administrée par un maire depuis 1826, à cette époque nommé par le préfet. Le maire est élu depuis 1852.
| Période                                  | Période   | Identité                          | Étiquette | Qualité                            |
| ---------------------------------------- | --------- | --------------------------------- | --------- | ---------------------------------- |
| 1826                                     | 1874      | François Moreau                   |           |                                    |
| 1874                                     | 1878      | Louis-François Boussion           |           |                                    |
| 1878                                     | 1884      | Frédéric Papin                    |           |                                    |
| 1884                                     | 1888      | Paul-Félix Varanguien de Villepin |           |                                    |
| 1888                                     | 1894      | Pierre Hardy                      |           |                                    |
| 1894                                     | 1904      | Auguste Bignon                    |           |                                    |
| 1904                                     | 1907      | Eugène Cartereau                  |           |                                    |
| 1907                                     | 1908      | Julien Péan                       |           |                                    |
| 1908                                     | 1925      | Auguste Bignon                    |           |                                    |
| 1925                                     | 1947      | Auguste Foreau                    |           |                                    |
| 1947                                     | 1953      | Alfred Hervé                      |           |                                    |
| 1953                                     | 1959      | Fernand Peltier                   |           |                                    |
| 1959                                     | 1977      | Arthur Perroux                    |           |                                    |
| 1977                                     | 1989      | Gilbert Lepel-Cointet             |           |                                    |
| 1989                                     | mars 2008 | Hélène Bon                        |           |                                    |
| mars 2008                                | mars 2014 | Jean-Pierre Morançais             | SE        | Ancien directeur d'école           |
| mars 2014                                | mai 2020  | Michel Moriceau                   | SE        | Directeur de projets informatiques |
| mai 2020                                 | En cours  | Vincent Gruau                     | SE        | Chef d'entreprise                  |
| Les données manquantes sont à compléter. |           |                                   |           |                                    |

## Démographie
L'évolution du nombre d'habitants est connue à travers les recensements de la population effectués dans la commune depuis 1793. Pour les communes de moins de 10 000 habitants, une enquête de recensement portant sur toute la population est réalisée tous les cinq ans, les populations de référence des années intermédiaires étant quant à elles estimées par interpolation ou extrapolation. Pour la commune, le premier recensement exhaustif entrant dans le cadre du nouveau dispositif a été réalisé en 2004.
En 2022, la commune comptait 552 habitants, en évolution de −3,5 % par rapport à 2016 (Sarthe : −0,25 %, France hors Mayotte : +2,11 %).
| 1793  | 1800  | 1806  | 1821  | 1831  | 1836  | 1841  | 1846  | 1851  |
| ----- | ----- | ----- | ----- | ----- | ----- | ----- | ----- | ----- |
| 1 184 | 1 180 | 1 350 | 1 357 | 1 321 | 1 282 | 1 340 | 1 360 | 1 276 |

| 1856  | 1861  | 1866  | 1872  | 1876  | 1881  | 1886  | 1891  | 1896  |
| ----- | ----- | ----- | ----- | ----- | ----- | ----- | ----- | ----- |
| 1 279 | 1 265 | 1 308 | 1 296 | 1 402 | 1 395 | 1 379 | 1 384 | 1 288 |

| 1901  | 1906  | 1911  | 1921  | 1926  | 1931  | 1936 | 1946 | 1954 |
| ----- | ----- | ----- | ----- | ----- | ----- | ---- | ---- | ---- |
| 1 238 | 1 256 | 1 248 | 1 080 | 1 055 | 1 011 | 906  | 865  | 800  |

| 1962 | 1968 | 1975 | 1982 | 1990 | 1999 | 2004 | 2006 | 2009 |
| ---- | ---- | ---- | ---- | ---- | ---- | ---- | ---- | ---- |
| 765  | 686  | 646  | 623  | 560  | 527  | 585  | 583  | 577  |

| 2014 | 2019 | 2022 | - | - | - | - | - | - |
| ---- | ---- | ---- | - | - | - | - | - | - |
| 567  | 554  | 552  | - | - | - | - | - | - |

## Lieux et monuments
- L'église Saint-Pierre, du XIe siècle et sa pierre "à bannir", depuis laquelle étaient en particulier prononcées les sentences de l'autorité ecclésiastique.
- La Fontaine de la Coudre dans la forêt de Bercé.
- Le bois de séquoias de la forêt de Bercé, près de la Coudre.
- Le verger conservatoire à l'ouest du bourg, tenu par l'association des Croqueurs-de-Pommes Maine-Perche.
- Le cimetière et ses tombes républicaines.
- Carnuta[20], maison de l'Homme et de la forêt, lieu ludique et pédagogique situé près de la forêt de Bercé. L'endroit a vocation à provoquer la mise en éveil des sens simulant la promenade au milieu des hauts chênes centenaires. Le lieu d'exposition interactif et la forêt domaniale sarthoise se prolongent et se complètent, offrant la possibilité aux curieux de passer de l'un à l'autre pour découvrir ou redécouvrir un monde chargé d'histoire et de légendes... La maison de l’Homme et de la forêt est aménagée dans un bâtiment en bois jouxtant l'ancien musée du bois à Jupilles. Conçue par les architectes parisiens Daniel Cleris et Jean-Michel Daubourg, elle se compose de deux espaces avec un lieu destiné aux expositions temporaires au rez-de-chaussée et un espace d’exposition permanente au premier étage.

## Activité et manifestations
- Fête du village : chaque année, début juillet
- Festival de Rock "Les Trolls en folie", chaque année, dernier samedi de juillet
- Bric à brac dans les rues du village, chaque année, 1er dimanche d'août

## Associations
La commune de Jupilles bénéficie d'un fort tissu associatif avec 14 associations.